# Deuxième circonscription de Damot Weide
La deuxième circonscription de Damot Weide est une des 121 circonscriptions législatives de l'État fédéré des nations, nationalités et peuples du Sud, elle se situe dans la Zone Wolaita. Son représentant actuel est Teshome Toga Chanaka.